# Bryson DeChambeau
Bryson DeChambeau (Modesto, 16 september 1993) is een Amerikaanse golfer. Hij stond nummer 3 op de wereldranglijst voor amateurs (april 2016) toen hij professional werd.
Bryson is de zoon van Jon en Jan DeChambeau. Zijn ouders wonen in Clovis, Californië. Toen hij 15 jaar was, kreeg Bryson een boek dat grote invloed op hem kreeg: The Golfing Machine, geschreven door vliegtuigbouwer Homer Kelly. Kelly beschreef de golfswing als een mechanische actie, en Bryson paste het toe.

## Amateur
Bryson studeerde natuurkunde aan de Southern Methodist University (SMU). Na de zomer van 2012 begon hij collegegolf te spelen. Dankzij zijn goede golfprestaties werd hij gekozen voor het team van de Palmer Cup van 2014.
In 2015 deed hij mee aan het US Open en als winnaar van het US Amateur mag hij in 2016 aan de Masters en het US Open meedoen (mits hij dan nog amateur is). Hij is de vijfde speler die in eenzelfde jaar het  NCAA Division I Championship en het US Amateur won, na Jack Nicklaus (1961), Phil Mickelson (1990), Tiger Woods (1996) en Ryan Moore (2004). Ook eindigde hij op een gedeeld tweede plaats bij het Sahalee Players Championship.
In april 2016 speelde hij de Masters. In de maanden daarvoor speelde hij vier professional toernooien: het Abu Dhabi Golfkampioenschap, de Qatar Masters, de Arnold Palmer Invitational, de Dubai Desert Classic. Daarna werd hij professional.
Bryson is de enige speler van wie alle golfclubs dezelfde lengte (37,5 inches) hebben, het verschil zit in de loft van het clubblad en het gewicht. In april 2016 liet hij een nieuwe set maken, ditmaal door Cobra. Zijn eerste wedstrijd was de Georgia Cup, daarna speelde hij de Masters.

### Gewonnen
- 2010: California State Junior Championship
- 2013: Trans-Mississippi Amateur , US Open kwalificatietoernooi
- 2014: The American Championship , Erin Hills Intercollegiate
- 2015: NCAA Division I Championship , US Amateur

### Nationale teams
- Palmer Cup: 2014
- Eisenhower Trophy: 2014 (winnaars)
- Walker Cup: 2015

## Professional
In 2016 kon hij niet automatisch meedoen aan het US Open, omdat hij na de Masters professional was geworden. Het lukte hem echter zich via een kwalificatietoernooi op Wedgewood te plaatsen.